# طوفان ۱۲۱۸۲
سیارک ۱۲۱۸۲ (به انگلیسی: 12182 Storm، نامگذاری:1973UQ5) دوازده هزار و صد و هشتاد و دومین سیارک کشف شده‌است که در ۲۷ اکتبر ۱۹۷۳ کشف شد.
قدر مطلق سیارک برابر ۱۴٫۹۰ است.